# Эйкман, Христиан
Христиа́н Э́йкман (нидерл. Christiaan Eijkman; 11 августа 1858, Нейкерк, Нидерланды — 5 ноября 1930, Утрехт, Нидерланды) — нидерландский врач-патолог. Продемонстрировал, что болезнь бери-бери вызывается неправильным рационом, что привело к открытию витаминов. В 1929 году был удостоен Нобелевской премии по физиологии и медицине (совместно с Фредериком Хопкинсом).